# وست‌لند ویزارد
وست‌لند ویزارد (به انگلیسی: Westland_Wizard) یک هواگرد ملخ‌پیشین تک‌موتوره از نوع هواپیمای جنگنده ساخت شرکت هواگردسازی وست‌لند است. هواگرد وست‌لند ویزارد نخستین پروازش را در نوامبر ۱۹۲۷ میلادی انجام داد. این هواگرد در سال ۱۹۲۸ میلادی رسماً معرفی گردید. در مجموع، تعداد ۱ فروند از این هواگرد ساخته شده‌است.